# Уолстон, Рэй
Герман Рэймонд Уолстон (англ. Herman Raymond Walston; 2 ноября 1914 — 1 января 2001) — американский актёр. Лауреат премий «Тони» и «Эмми».

## Биография
Родился 2 ноября 1914 года в городе Лорел (Миссисипи). Второй сын и младший из трёх детей дровосека Гарри Нормана Уолстона (1881—1946) и его супруги Митти (1883—1950). У него была старшая сестра Кэрри (1906—1982) и старший брат Эрл (1908—1998). Семья Уолстонов переехала из Миссисипи в Новый Орлеан, Луизиана около 1925 года.
С юных лет Рэй играл на сцене. В 1938 году он присоединился к репертуарной театральной труппе под управлением Марго Джонс, одной из первых женщин-режиссёров театра.
В 1958 году Уолстон сыграл небольшую роль в музыкальной комедии Джорджа Эбботта и Стэнли Донена «Чёртовы янки». Ранее он с успехом участвовал в одноимённой постановке на театральных подмостках. Наибольшую известность ему принесли работы в телесериалах «Мой любимый марсианин» и «Застава фехтовальщиков» и фильмах «Юг Тихого океана», «Афера», «Весёлые времена в школе Риджмонт», «О мышах и людях», «Домашний арест».
С 3 ноября 1943 года Был женат на Рут Калверт (1916—2004), правнучке американского политического деятеля Орана Робертса. У них была дочь Кэтрин Энн Уолстон.
В 1994 году у Уолстона была диагностирована волчанка. 1 января 2001 года он скончался в своём доме в Беверли-Хиллз, Калифорния.

## Избранная фильмография
| Год       |     | Русское название                   | Оригинальное название           | Роль                           |
| --------- | --- | ---------------------------------- | ------------------------------- | ------------------------------ |
| 1960      | ф   | Квартира                           | The Apartment                   | Джо Добиш                      |
| 1963—1966 | с   | Мой любимый марсианин              | My Favorite Martian             | дядя Мартин О’Хара / марсианин |
| 1964      | ф   | Поцелуй меня, глупенький           | Kiss Me, Stupid                 | Орвилл                         |
| 1969      | ф   | Золото Калифорнии                  | Paint Your Wagon                | Безумный Джек Дункан           |
| 1973      | ф   | Афера                              | The Sting                       | Джей Джей Синглтон             |
| 1976      | ф   | Серебряная стрела                  | Silver Streak                   | Эдгар Уайни                    |
| 1979      | с   | Бак Роджерс в XXV веке             | Buck Rogers in the 25th Century | Родерик Зейл                   |
| 1980      | ф   | Попай                              | Popeye                          | отец моряка Попая              |
| 1981      | ф   | Галактический террор               | Galaxy Of Terror                | Коре                           |
| 1982      | ф   | Весёлые времена в школе Риджмонт   | Fast Times at Ridgemont High    | мистер Хэнд                    |
| 1982      | с   | Супруги Харт                       | Hart to Hart                    | Эллиотт Лоренс                 |
| 1983      | ф   | Частная школа                      | Private School                  | Чонси                          |
| 1984      | с   | Санта-Барбара                      | Santa Barbara                   | мистер Боттомс                 |
| 1984      | с   | Лодка любви                        | The Love Boat                   | Макс Фелпс                     |
| 1984      | ф   | Опасный Джонни                     | Johnny Dangerously              | Вендор                         |
| 1987      | ф   | Шквальный огонь                    | From The Hip                    | первый судья                   |
| 1988      | с   | Пятница, 13-е                      | Friday, The 13th: The Series    | Джей Стар                      |
| 1988      | ф   | Помощнички                         | Paramedics                      | жертва сердечного приступа     |
| 1991      | ф   | Попкорн                            | Popcorn                         | доктор Мнесин                  |
| 1992      | с   | Звёздный путь: Следующее поколение | Star Trek: The Next Generation  | Бутби                          |
| 1992      | ф   | Игрок                              | The Player                      | в роли самого себя             |
| 1992      | ф   | О мышах и людях                    | Of Mice And Men                 | Кэнди                          |
| 1992—1996 | с   | Застава фехтовальщиков             | Picket Fences                   | судья Генри Боун               |
| 1994      | мтф | Противостояние                     | The Stand                       | Глен Бейтман                   |
| 1996      | тф  | Проект «Альф»                      | Project: ALF                    | менеджер мотеля                |
| 1996      | ф   | Домашний арест                     | House Arrest                    | шеф Рокко                      |
| 1998      | тф  | Воссоединение семейки Аддамс       | Addams Family Reunion           | Уолтер Аддамс                  |
| 1998—1999 | с   | Звёздный путь: Вояджер             | Star Trek: Voyager              | Бутби                          |
| 1999      | ф   | Мой любимый марсианин              | My Favorite Martian             | Нинурд / Армитан               |
| 2000      | с   | Прикосновение ангела               | Touched by an Angel             | Бенджамин Клэй                 |
| 2001      | с   | Седьмое небо                       | 7th Heaven                      | сержант Миллард Холмс          |

## Награды и номинации
| Награда                        | Год  | Категория                                                     | Название работы        | Результат |
| ------------------------------ | ---- | ------------------------------------------------------------- | ---------------------- | --------- |
| Эмми                           | 1994 | Лучшая мужская роль второго плана в драматическом телесериале | Застава фехтовальщиков | Номинация |
| Эмми                           | 1995 | Лучшая мужская роль второго плана в драматическом телесериале | Застава фехтовальщиков | Победа    |
| Эмми                           | 1996 | Лучшая мужская роль второго плана в драматическом телесериале | Застава фехтовальщиков | Победа    |
| Премия Гильдии киноактёров США | 1995 | Лучший актёрский состав в драматическом телесериале           | Застава фехтовальщиков | Номинация |
| Премия Гильдии киноактёров США | 1996 | Лучший актёрский состав в драматическом телесериале           | Застава фехтовальщиков | Номинация |
| Сатурн                         | 1990 | За достижения в карьере                                       | н/д                    | Победа    |
| Тони                           | 1956 | Лучшая мужская роль в мюзикле                                 | Чёртовы янки           | Победа    |